# Kikuchi Mika
Kikuchi Mika (菊地 美香 (Cúc Địa Mỹ Hương) Kikuchi Mika) là một nữ diễn viên, nữ diễn viên lồng tiếng và ca sĩ liên kết hợp tác với Black Ship. Mika được biết tới nhiều nhất qua vai diễn Umeko/Deka Pink trong Tokusou Sentai Dekaranger.

## Tiểu sử
Năm 2000, Mika diễn xuất trên sân khấu với vai Janet trong phiên bản tiếng Nhật của vở nhạc kịch Annie. Cô cũng có một số vai nhỏ trong Suicide Club và Battle Royale II: Requiem. Sau đó, Mika thủ vai Koume "Umeko" Koudo/DekaPink của Tokusou Sentai Dekaranger, series Super Sentai ăn khách nhất năm 2004, từ đó giúp cô làm nên tên tuổi.
Mika sau đó tham gia lồng tiếng vào năm 2005, cô lồng tiếng cho nhân vật Mokona trong anime Tsubasa Chronicle và xxxHolic, dựa trên nhóm mangaka Nhật Bản nổi tiếng CLAMP. Cô cũng đã trình bày một chương trình dành cho thiếu nhi "Nyanchuu World" trên kênh NHK, cũng như tác phẩm phát thanh trực tuyến cho Tsubasa Chronicle (với nữ diễn viên lồng tiếng đồng nghiệp Yui Makino) và Otome Mai (với Koshimizu Ami), bộ anime nổi tiếng mà cô đóng vai chính nhân vật Arika Yumemiya. Vào ngày 16 tháng 12 năm 2009, sinh nhật của cô, cô kết hôn với nam diễn viên Kishi Yūji, hơn cô 13 tuổi. Họ gặp nhau trong chuyến lưu diễn sân khấu Nhật Bản năm 2007 của Les Misérables, và tình cờ là cả hai đã có màn ra mắt diễn xuất trong Super Sentai Series. Họ đệ đơn ly hôn vào ngày 29 tháng 12 năm 2011. Vào ngày 31 tháng 8 năm 2018, trên tài khoản Twitter của Mika đã thông báo rằng cô ấy đã kết hôn lần nữa, lần này là với bạn diễn của Dekaranger, Yoshida Tomokazu (người đóng vai Tetsu/Dekabreak ).

## Danh sách phim đã tham gia

### Anime

#### Anime truyền hình
- xxxHolic – Mokona Modoki[4]
- Tsubasa Chronicle – Mokona Modoki[4]
- Mai Otome – Arika Yumemiya
- Pokémon: Battle Frontier – Shiromi
- Capeta – Monami Suzuki (Middle School)
- Sora wo Kakeru Shoujo – Bougainvillea
- Katekyo Hitman REBORN – Bluebell
- Girls und Panzer – Noriko Isobe
- Thám tử thành phố Fuuto – Kanna Kubokura

#### Sự nghiệp điện ảnh
- Tsubasa Chronicle - The Princess in the Birdcage Kingdom – Mokona Modoki
- xxxHolic - A Midsummer Night's Dream – Mokona Modoki

#### Video hoạt hình (OVA)
- Tsubasa TOKYO REVELATIONS – Mokona Modoki
- Tsubasa Shunraiki – Mokona Modoki
- xxxHolic Shunmuki – Mokona Modoki
- xxxHolic: Rou – Mokona Modoki
- Yamada-kun to 7-nin no Majo x Yankee-kun to Megane-chan – Rinka Himeji

### Phim và chương trình truyền hình
- Tokusou Sentai Dekaranger – Koume "Umeko" Kodou/Dekapink
- One Missed Call – Kanna
- Kamen Rider Kabuto – Yuki Tamai (khách mời trong tập 3)
- Nyanchuu World – Mika-Chan (Host; Children's Series)
- Kasouken No Onna Season 17 (TV series) – Wada Karin (khách mời trong tập 2)
- Kasouken No Onna Season 19 (TV series) – Shibasaki Sae (khách mời trong tập 30)

### Phim điện ảnh
- Suicide Club (2001) – Sakura Kuroda
- Φ, Phi (xxxx) – Ayaka
- Battle Royale II: Requiem (2003) – Ayane Yagi
- Tokusou Sentai Dekaranger The Movie: Full Blast Action (2004) – Koume "Umeko" Kodou/Dekapink
- Tokusou Sentai Dekaranger vs. Abaranger (2005) – Koume "Umeko" Kodou/Dekapink
- Mahou Sentai Magiranger vs. Dekaranger (2006) – Koume "Umeko" Kodou/Dekapink
- Chō Ninja Tai Inazuma! (2006) – Jun Terada
- Engine Sentai Go-onger: Boom Boom! Bang Bang! GekijōBang!! (2008) – Honoshu Warrior Tsukinowa
- Gokaiger Goseiger Super Sentai 199 Hero Great Battle (2011) – Koume "Umeko" Kodou/Dekapink
- Kamen Rider Heisei Generations: Dr. Pac-Man vs. Ex-Aid & Ghost with Legend Rider (2016) - Biên tập viên Tokyo Critical News
- Space Squad (2017) – Koume "Umeko" Kodou/Dekapink
- Gozen (2019)

### Stage
- Annie – Janet
- Morning Musume Musical:Love Century -Yume wa Minakerya Hajimaranai- – Chika
- Ginga Tetsudou no Yoru – Kaoru
- NOISE – Mami
- My Life – Yumi
- Les Misérables (2007-2009 Japanese Stage Tour) – Cosette
- Hakuōki Musical: Hijikata Toshizo version – Yukimura Chizuru